# دیگلایم
دیگلایم (به انگلیسی: Diglyme) یک ترکیب شیمیایی با شناسه پاب‌کم ۸۱۵۰ است. 